# Pia Hagmar
Pia Hagmar (ur. 1961 w Göteborgu) – szwedzka pisarka, autorka książek dla dzieci i młodzieży.

## Twórczość
Pia Hagmar zadebiutowała w 1991 roku powieścią Sara och Misty. Zanim zaczęła karierę pisarską pracowała jako pomoc domowa, pracownik restauracji z hamburgerami, fotokopistka czy dziennikarka. Jest m.in. autorką cyklu młodzieżowych opowiadań detektywistycznych Detektywi z Dalslandu (Dalslandsdeckarna) oraz serii 18 opowiadań o koniach pt. Klara (Klara-böckerna), które wydano po raz pierwszy jesienią 1999. Jej twórczość ściśle związana jest z regionem Dalsland, gdzie mieszka od 1989 roku – niedaleko Frändefors. Inspiracją serii detektywistycznej były przygody jej trzech synów, a w serii Klara odegrały rolę również jej konie.
Na podstawie powieści Zimowe smutki Klary (oryg. Klaras vintersorg) zrealizowano w 2010 roku film familijny Klara.

### Książki z serii „Klara”
- Marzenie Klary, oryg. Klaras dröm (1999)
- Zimowe smutki Klary, oryg. Klaras vintersorg (1999)
- Klara, właścicielka konia, Klara Andersson, hästägare (1999)
- Do startu, gotowi, hop!, oryg. Klara, färdiga, gå (1999)
- Wyprawa z przygodami, oryg. Klaras äventyrsritt (2000)
- Obóz jeździecki, oryg. Klaras ridlägersommar (2000)
- Klara w Malinowej Dolinie, oryg. Klara i Hallondalen (2001)
- Zwycięstwo, oryg. Klaras egen seger (2001)
- Klara i Janek, oryg. Klara och Jonte (2002)
- Przed startem, oryg. Klara för start (2002)
- Wybór Klary, oryg. Klaras val (2003)
- Klara i źrebak, oryg. Klara och fölet (2003)
- Klara i Star, oryg. Klara och Star (2004)
- Nowy koń Klary, oryg. Klaras nya häst (2004)
- Tajemnica Klary, oryg. Klara och hemlighten (2005)
- Klara na Islandii, oryg. Klara på Island (2006)
- Sen nocy świętojańskiej, oryg. Klara och midsommardrömmen (2007)
- Rewanż, oryg. Klara för revansch (2008)